# Fly High Tour – Doda Live
Fly High Tour – Doda Live – pierwszy album koncertowy polskiej wokalistki Dody. Jego premiera odbyła się 14 marca 2014 roku nakładem Warner Music Poland. Przedpremiera albumu odbyła się 11 marca w warszawskim kinie LUNA. Płyta jest wynikiem trasy koncertowej Fly High Tour, która miała miejsce na terenie Polski, Wielkiej Brytanii, Irlandii i Niemiec w latach 2013–2015. Utwory zarejestrowane pochodzą z koncertu we Wrocławiu, w Hali Stulecia, który odbył się 28 listopada 2013 roku. Materiał wydany został w formie CD oraz DVD.
Płyta zajęła 17. miejsce na liście sprzedaży OLiS. Album uplasował się również na 1. miejscu listy 100 najlepiej sprzedających się płyt muzycznych w empik.com.

## Lista utworów
Poniższa lista zawiera utwory, które zostały wydane na płycie CD oraz DVD.
1. „Fuck It”
2. „Electrode”
3. „Dżaga”
4. „Bad Girls”
5. „Twa energia”
6. „Katharsis”
7. „Szansa” / „Man Down” (cover Rihanna)
8. „Titanium” (cover David Guetta feat. Sia)
9. „Nie daj się”
10. „Nie zawiedź mnie”[a]
11. „Dejanira”[a]
12. „2 bajki”[a]
13. „Wrecking Ball” (cover Miley Cyrus)
14. „Nie ma wody na pustyni” (cover zespołu Bajm)
15. „Chimera”[b]
16. „Znak pokoju”[b]
17. „Mam tylko Ciebie”[b]
18. „Dziękuję”
19. „High Life”
20. „XXX”

## Materiały dodatkowe
- Backstage – materiał, który zawiera m.in. filmy z przygotowań i prób do koncertu.
- Zwiastun płyty
- Wywiad dla Eska TV

## Notowania
| Kraj   | Notowanie (2014) | Najwyższa pozycja na liście |
| ------ | ---------------- | --------------------------- |
| Polska | ZPAV (OLiS)      | 17                          |